# 中华民国训政时期约法

《中華民國訓政時期約法》正本，國史館典藏

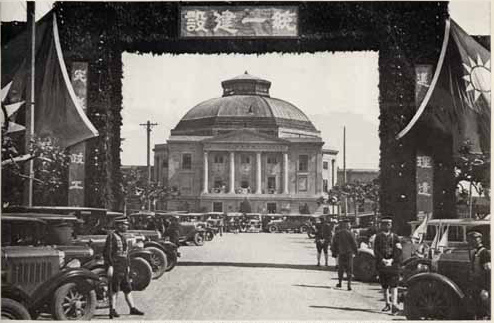
1931年5月，国民会议在国立中央大学大礼堂召开

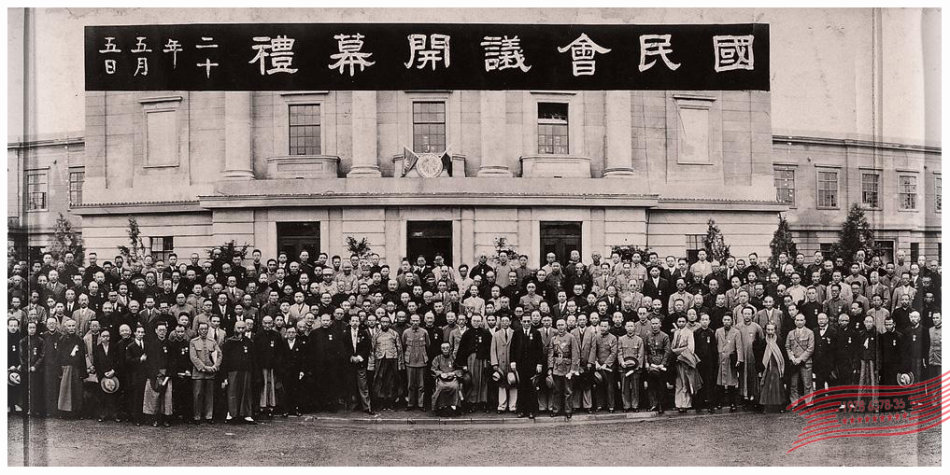
1931年5月5日，国民会议開幕禮

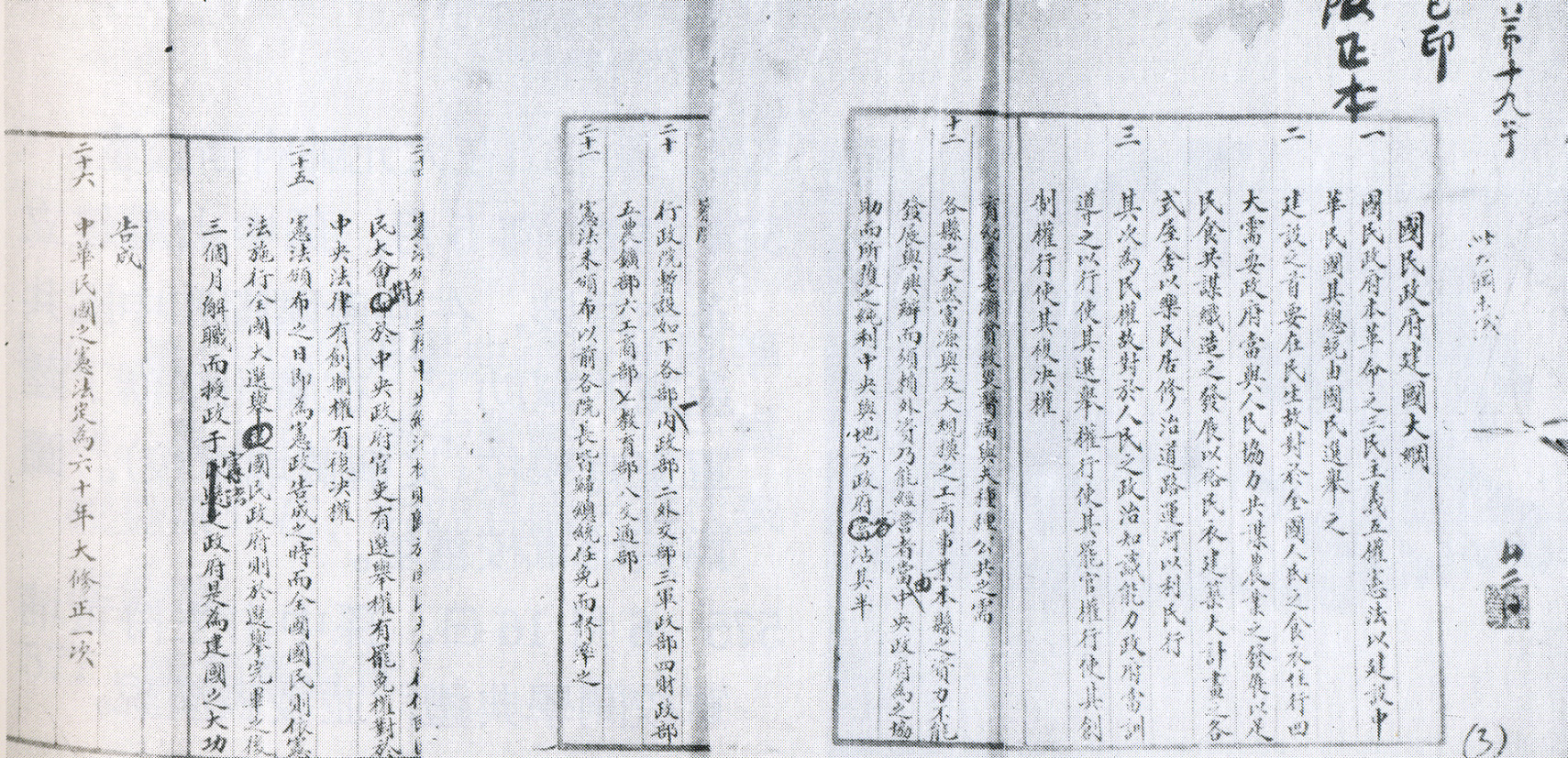
训政时期约法的主要法源基础——《建国大纲》

《中华民国训政时期约法》是中華民國在訓政時期的憲制性法律，為中華民國第2部憲制性法律，1931年5月由國民會議制定，至1947年《中華民國憲法》實施後自然廢止，但未有主管機關公告。

## 制定經過
1928年，中國國民黨（下稱國民黨）領導的國民政府在北伐战争取得基本胜利，中國国内局势底定。按照孙中山《建国大纲》之规定，军政已经结束，国家将进入训政时期。而这一时期是否需要制定约法，争议较大。胡汉民认为，《建国大纲》和全部国父遗教足可作为约法，因此国民政府并不需要另行单独制定约法。
基于胡汉民的建议，1929年3月，中国国民党第三次全国代表大会决定：
1. 追认此前由国民政府通过的国民政府组织法及训政纲领继续有效；
2. 以国父遗教为训政时期中华民国最高根本法[4]。

因此国民党暂不制定约法，仅制定了国民政府组织法和训政纲领，以补充《建国大纲》。
然而此时汪精卫、阎锡山、冯玉祥等人在北平西山开会，坚持要求制定约法，并另行成立国民政府与南京抗衡。汪精卫之国民政府立即组织约法起草委员会，最终在太原起草了一部约法草案，史稱“太原約法”。
鉴于国民党之分裂，在开封的蒋中正于1930年10月电请中国国民党中央执行委员会提前召开中国国民党第四次全国代表大会，重新商讨约法问题。第四次全国代表大会决定，成立国民会议，制定约法。国民会议除了各地农会、工会、职业团体、自由团体等民选部分代表外，另有国民党中央委员若干。
国民会议于1931年5月12日制定训政时期约法，該法于6月1日由国民政府颁布实施。

## 性质
训政时期约法为训政时期、即宪政开始之前的临时宪法。依据《建国大纲》之规定，训政时期暂由国民党以党治国，对于国民实行民主训练；全国俟有半数省份实施民选，则即召集制宪国民大会制定宪法，结束训政，开始宪政。序言规定了约法时效：
国民政府本革命之三民主义、五权宪法，以建设中华民国。既由军政时期入於训政时期，允宜公布约法，共同遵守，以期促成宪政，授政於民选之政府。兹谨遵创立中华民国之中国国民党总理遗嘱，召集国民会议於首都，由国民会议制定中华民国训政时期约法如左：

## 内容
| 训政时期约法中以党治国条款 | 训政时期约法中以党治国条款               | 训政时期约法中以党治国条款 |
| 性質                       | 内容                                     | 条款                       |
| -------------------------- | ---------------------------------------- | -------------------------- |
| 政权                       | 国民党全国代表大会代表国民大会行使统治权 | §30                        |
| 组織权                     | 中国国民党中央执行委员会选任国府委员     | §72                        |
| 解释权                     | 国民党中央执行委员会解释约法             | §85                        |

训政时期约法共八章八十九条。该约法内容为，总纲，人民权利，训政纲领，国民生计，国民教育，中央与地方权限，政府组织，附则。主要特点如下：
1. 对于人民自由权利，除了宗教信仰外，皆采取间接保障主义，即人权保障有赖于法律，而政府可依法律限制。此点被世人批评为“约法对于民权之实质保障，殊不充分”[5]
2. 训政纲领部分再度确认党治形态，以党治国，即为党国（Party-State）。其党治的主要约法依据即为第三十条：

训政时期由中国国民党全国代表大会代表国民大会行使中央统治权。中国国民党全国代表大会闭会时，其职权由中国国民党中央执行委员会行使之。
1. 设有国民生计和国民教育两章，在于揭橥政府在这两个方面的施政纲领和目标。并贯彻孙中山民生主义方针。
2. 中央与地方之权限，采取均权主义，双方的权力内容，除了工商业专利和专卖特许而明定由中央管辖外，其余均由法律详细规定。此与太原约法草案之联邦分权制度大不相同[6]。
3. 国民政府组织上，采取五院，设委员制，即由国府委员会组成之。主席除了代表中华民国外，另有提名五院院长的职权，故有明显的总统制色彩。省县筹备自治，省长筹备民选。但均另由法律定之。
4. 附则部分规定约法为训政时期最高法，由国民党中央执行委员会负责释法。约法完全没有规定修改程序，则修改程序只能依照制定程序进行，即重新选举国民会议，故为刚性约法。

## 废止
该约法为训政时期的临时宪法，原定在1936年结束训政时废止，但因日本侵华，国家受难，故制宪国民大会一拖再拖，宪政迟迟未始。
1946年初，国共商议组织联合政府，中共提出废除训政时期约法，遭到国民政府明确拒绝。
1946年，制宪国民大会制定中华民国宪法，并附带通过《憲法實施之準備程序》，一切与宪法抵触之法律，须立即废止。同时国民政府颁布《训政结束程序法》，结束训政时期政府运作。1948年初，民选产生国民大会代表和立法委员，中华民国政府成立。

## 评价
- 中国共产党认为这部约法“暴露了国民党反动派一党专政的丑恶嘴脸”[7]。
- 民国宪政学者[8] 认为这部约法制定过程极其仓促，且人权保障较为薄弱。且政权由党代表行使，政府由党产生，政府对党负责，重要法律由党解释。其认为，这些弊病对中国近代史，國民黨在臺灣省戒嚴令時的威權統治和当今中国共產黨的一党专政影响深远。
- 持平論者认为中国国民党以光明磊落的态度宣布暂時实行训政，并明确将一党专政涉及的内容公开以约法发布，并以此为限。因而有利于约束國民黨主政的国民政府[9]。

### 引用
1. 1 2  . 國史館.   [2024年7月29日]. （原始内容存档于2024年11月5日）.
2. ↑  .   [2009-09-01]. （原始内容存档于2006-02-23）.
3. ↑  国民党五届二中全会提案汇存及论制定宪法之必要，《国闻周报》，第七卷第三十二期
4. ↑  宪政建设决议案，国民党中宣部编印，页11
5. ↑  杨幼炯，中国立法史，页370
6. ↑  王世杰，比较宪法，商务印书馆，1946年，下册，页193
7. ↑  张晋藩等，旧中国反动政府制宪丑史，北京：通俗读物出版社，1955年
8. ↑  荆知仁，中华民国立宪史，台北：联经出版公司
9. ↑  王世杰，比较宪法，商务印书馆再版，2004